# سازمان دامپزشکی کشور
سازمان دامپزشکی کشور (به انگلیسی: Iran veterinary organization) سازمانی که وظیفه اصلی آن حفاظت از سلامت حیوانات به ویژه حیوانات اهلی است. امروزه سازمان دامپزشکی در لیست سازمان‌های وابستهٔ وزارت جهاد کشاورزی ایران قرار دارد.
تاریخچهٔ به وجود آمدن این سازمان در ایران به اولین سال‌های قرن چهاردهم بازمی‌گردد، زمانی که منطقه شاهد جنگ جهانی بود. سران کشورهای درگیر جنگ برای حفظ سرمایه جنگی خود که بخشی از این سرمایه اسب‌ها بودند به مقابله با بیماری‌های دامی برخاست. و این اولین اقدام در تشکیل دامپزشکی بود.

## ورود دامپزشکی با طاعون گاوی
طاعون گاوی، همان بیماری بود که باعث شد تا تشکیلات نوین دامپزشکی در سراسر جهان شکل بگیرد. در سال ۱۱۹۴ هجری خورشیدی معادل ۱۸۱۵ میلادی، فرانسه برای مقابله با این بیماری تشکیلات دامپزشکی را به راه انداخت. این بیماری کمتر از ۱۰ سال سوئد را هم مجبور به تأسیس همچین سازمانی کرد. انگلستان در سال ۱۸۷۸ این تشکیلات را آماده بهره‌برداری کرد. در سال ۱۸۹۶ کشور ژاپن هم تسلیم این بیماری گاوی شد و اداره دامپزشکی به راه انداخت. ایران کمی عقب‌تر از بقیه بود، اما جدا از آن‌ها نبود.
در سال‌های ۱۳۰۱ تا ۱۳۰۳ یک بیماری مسری بین گاوها در سطح گسترده‌ای در ایران شایع شد. نواحی شمالی و مرکزی ایران در این زمینه به‌شدت آسیب دیدند و گاوهای اردبیل، همدان و تهران بیش از همه درگیر این بیماری شدند. انستیتو پاستور، تنها تشکیلات منسجم پزشکی و دامپزشکی آن روزهای ایران، بیماری را «طاعون گاوی» تشخیص داد. با فشار کمیته بهداشت جامعه ملل، در دی ۱۳۰۱ خورشیدی طرح تشکیل «شعبه حفظ الصحه حیوان» در چارچوب قانون بودجه کشور در مجلس شورای ملی تصویب شد. قرار شد این شعبه بخشی از انستیتو پاستور باشد که آن زمان در کشور سرم تولید می‌کرد. برای تأسیس این شعبه دوهزار و پنجاه تومان و برای هزینه‌های جاری آن ماهی یکهزار و شصت تومان بودجه تعیین شد. شعبه حفظ الصحه حیوان در سال ۱۳۰۳ زیر نظر مصطفی قلی‌خان بیات معاون وزارت فوائد عامه آغاز به کار کرد. تشکیلات آموزشی و اجرائی دامپزشکی نوین در ایران برپا شد و تمرکز خود را روی طاعون گاوی و سیاه‌زخم گذاشت. قرارشد این شعبه با ۲۲ پرسنل شامل چهار کارمند اهل فن و هشت نفر خدمه (قسمت‌های مختلف) آغاز به کار کند. پیش از عید سال ۱۳۰۳ مجلس، سی هزار تومان برای تأسیس این شعبه در نظر گرفت و بعد از نوروز این مبلغ را پرداخت کرد اما بی کفایتی مسئولان باعث شد تا بعد از مدتی بیست هزار تومان دیگر برای انجام پروژه پرداخت کند. عبدالله حامدی، پانزده هزار تومان هزینه خرید ساختمان کرد و سیزده هزار تومان هم بابت تجهیزات آزمایشگاهی و وسائل لازم آن خرج کرد. هفت هزار تومان هم برای خرید سرم از هندوستان پرداخت.

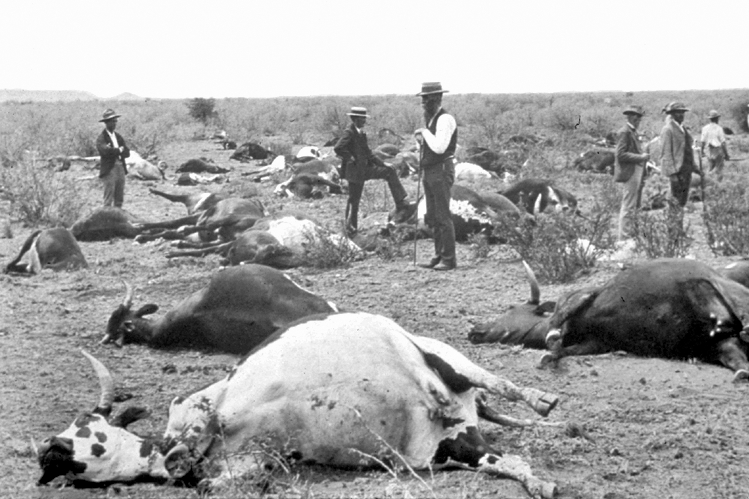
طاعون گاوی در آفریقا، ۱۸۹۶

اما طاعون گاوی همچنان قربانی می‌گرفت و وضعیت آذوقه در کشور را به وضعیتی بحرانی کشاند. در دهم مهر ۱۳۰۳ سردارمعظم تیمورتاش وزیر فلاحت و تجارت و فوائد عامه در کابینه رضاخان سردارسپه لایحه‌ای با قید فوریت برای تشکیل «مؤسسه دفع آفات حیوانی و سرم سازی» زیر نظر انستیتو پاستور به مجلس برد. این لایحه دولت را مجاز می‌کرد یک دامپزشک با حقوق سالیانه حداکثر چهار هزار تومان از فرانسه بیاورد و یکی از روستاهای خالصه (املاک دولتی) اطراف تهران به مؤسسه اختصاص یابد. در ۲۴ اردیبهشت ۱۳۰۴ مجلس به درخواست دولت، سی هزار تومان دیگر برای مبارزه با طاعون گاوی تصویب کرد. تا این تاریخ هنوز تأسیسات شعبه حفظ الصحه حیوان راه نیفتاده اما مأموران به تزریق سرم به گاوها مشغول بودند که نتایج مثبتی به بار آورد
مجلس پنجم در اواخر دوره خود بیست هزار تومان دیگر بودجه برای «دفع آفات حیوانی» تصویب و مقرر کرد که اجازه داد برای تزریق سرم به هر گاو دو قران و هر گوسفند پنج شاهی حق‌الزحمه دریافت شود. در اواخر سال ۱۳۰۵ مجلس بودجه شعبه حفظ الصحه حیوان را به یکصد هزار تومان افزایش داد.

### وظایف مؤسسه دفع آفات حیوانی
الف) جلوگیری از بیماریهای حیوانات
ب) تهیه واکسن و سرم
ج) مطالعه به روی بیماریهای نباتی، حشرات و بیماری‌ها حیوانات
د) سعی در تولید بیشتر حیوانات مفید و اهلی
ه) بالابردن تعداد شعبات این اداره در سراسر ایران

## دوسال توقف فعالیت و شروعی دوباره
حامدی در سال پایه‌گذاری این اداره فعال بود ولی سال بعدش جای خود را به مرتضی گلسرخی داد و او تا سال ۱۳۰۷ در این مقام فعالیت کرد. از هجدهم بهمن آن سال، کشتار دام بجز کشتارگاه‌های شهرداری‌ها ممنوع و برای تخلف از این قانون پنج قران تا یک تومان جزای نقدی تعیین شد. همچنین برای کشتار هر بز دو قران، گوسفند دو قران و ده شاهی، بره سه قران، گاو و گوساله سه قران و ده شاهی و گاومیش پنج قران مالیات برقرار شد.
دو سال بعد، لوئی دلپی فرانسوی به تهران آمد و قرارشد تا دوباره اداره را راه اندازی کند. سال ۱۳۱۱ بعد از بازسازی امارت حصارک و آماده‌سازی آزمایشگاه، اداره دوباره شروع به فعالیت کرد. در ۲۵ شهریور ۱۳۱۴ قانون " تفتیش صحی حیوانات " با "نه" ماده به تصویب شورا ملی رسید.

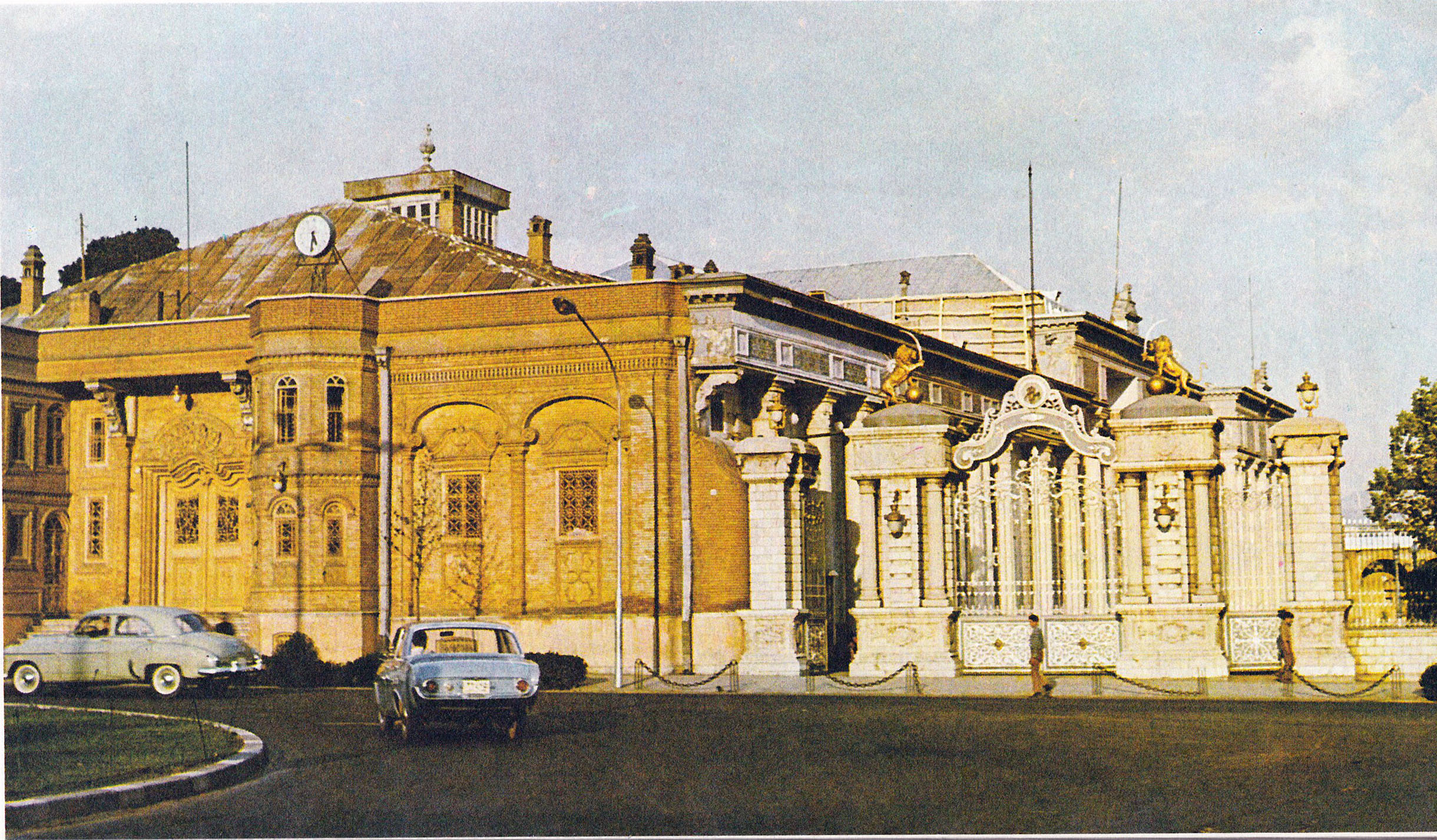
مجلس شورای ملی - بهارستان دهه ۴۰

ماده اول: صاحب حیوانات با دیدن اولین علائم بیماری دامی، حیوان خود را باید تسلیم تفتیش صحی کند.
ماده دوم: همه کارکنان دولت موظفند در صورت اطلاع پیدا کردن از حیوانی بیمار، آن را به تفتیش صحی تحویل دهند.
ماده سوم: هر حیوانی که مشکوک به بیماری باشد باید جداگانه نگهداری شود. ممنوعیت فروش، استعمال و استفاده از اعضای آن حیوان نیز وجود داشت.
ماده چهارم: در هنگام بروز بیماری تفتیش صحی مختار است به ضدعفونی کردن طویله، جداسازی حیوانات، کشتن و دفع حیوانات بیمار …
ماده پنجم: اداره هزینه‌های ضدعفونی کردن را به عهده می‌گیرد
ماده ششم: چک کردن حیوانات در دوره‌های سه‌ماهه
ماده هفتم: گوشت‌های سالم را در مسلخ مهر می‌زدند و غیر سالم‌ها را به صورتی که نشود آن‌ها را استفاده کرد معدوم می‌کردند.
ماده هشتم: جریمه متخلفان و زندانی کردن آن‌ها بین یک تا هشت روز یا دریافت جزای نقدی از آنها
ماده نه : تاریخ اجرای این قوانین در هر ایالت نیز مشخص شد

## خط زمانی دامپزشکی ایران
سال ۱۳۱۴: حامدی مجدداً به ریاست دامپزشکی کشور منسوب شد.
سال ۱۳۱۶: با حفظ سمت به ریاست دانشکده دامپزشکی رسید. در همین سال فرهنگستان دو کلمه جدید وارد ادبیات ایران کرد. «دامپزشکی» را به جای «بیطاری» و «دانشکده» را به جای «مدرسه عالی» معرفی کرد.
سال ۱۳۱۸: در آخرین روزهای این سال بخشنامه‌ای وزارتی آمد که هدف از آن یکی کردن اداره کشاورزی و دامپزشکی بود. این بخشنامه همه فعالان این عرصه را بهم ریخت و در نهایت با مخالفت دامپزشکی کل روبرو شد اما به جایی نرسید.
سال ۱۳۱۹: حامدی مدیرکل شد، مدیریت او شامل ادارات کشاورزی و دامپزشکی بود. حامدی سعی کرد بخشنامه سال ۱۳۱۸ را زیرپا بگذارد و شرایط را به پیش از آن بازگرداند اما موفق نشد. بیماری «مشمشه» در این سال شیوع پیدا کرد و قوانین خاصی در مورد آن وضع شد.
سال ۱۳۲۰: رضا رستگار در سال ۱۳۲۰ ریاست دامپزشکی را به عهده گرفت و  حامدی به عنوان رئیس دانشکده به کار خود ادامه داد.
سال ۱۳۲۲: با مرگ حامدی، رضا رستگار جایگاه او در دانشکده را نیز پر کرد. در همین سال دانشکده دامپزشکی و ادامه دامپزشکی از هم جدا شدند. یک سال بعد دانشکده دامپزشکی به دانشگاه تهران ملحق شد.
سال ۱۳۲۵: بنگاه امور دام تأسیس شد که شامل دو اداره کل بود اداره دامپروری و اداره دامپزشکی …
سال ۱۳۳۹: با بخشنامه‌ای وزارتی، همه ادارات دامپزشکی استان‌ها زیر نظر مستقیم مدیرکل دامپزشکی رفتند.
سال ۱۳۴۸: باری دیگر طاعون گاوی شایع شد، تلفات سنگین این شیوع و در نهایت مهار آن توسط دامپزشکی باعث شد تا حکومت وقت بیش از پیش برای این مجموعه ارزش قائل شود.
سال ۱۳۵۰: تصویب قانون «سازمان دامپزشکی» توسط مجلس ملی
سال ۱۳۵۱–۲: تصویب آئین‌نامه اجرایی ماده ۱۹ (اخذ پروانه تأسیس دامداری) و آئین‌نامه اجرایی ماده ۱۸ (بازرسی و معاینه بهداشتی گوشت) توسط هیئت دولت …
سال ۱۳۵۴: به تصویب رسیدن تشکیلات سازمانی
سال ۱۳۶۱: تشکیل مراکز خدمات روستایی و کاهش ارتباط بین سازمان مرکزی و ادارات
سال ۱۳۶۳: حذف کدهای بودجه‌ای
سال ۱۳۶۴: تصویب آئین‌نامه اجرایی ماده ۱۴
سال ۱۳۶۷: تشکیل شبکه‌های دامپزشکی
سال ۱۳۶۸: تصویب قانون تصویب قوانین بین وزرا کشاورزی و جهادسازندگی
سال ۱۳۷۲: مستقل شدن «سازمان دامپزشکی کشور»
سال ۱۳۷۳: تصویب آئین‌نامه کنترل بهداشتی
سال ۱۳۷۴: تصویب وصول برخی درآمدهای دولتی توسط مجلس شورای اسلامی
سال ۱۳۷۵: شورای هماهنگی مبارزه با بیماری‌های قابل انتقال بین انسان و دام توسط دولت تشکیل شد.
سال ۱۳۷۹: ادغام جهادسازندگی و وزارت جهاد کشاورزی ایران و قرار گرفتن سازمان دامپزشکی کشور زیرنظر وزرات جهاد کشاورزی

## اهداف و سیاست‌ها
1. تأمین بهداشت و سلامت و فراهم کردن رفاه دام، کنترل، پیشگیری و مبارزه با بیماری‌های دامی.
2. تأمین و تضمین بهداشت و سلامت فراورده‌های دامی.
3. پیشگیری و مبارزه با بیماری‌های مشترک انسان و دام.
4. فراهم کردن شرایط ورود به بازارهای جهانی، توسعه پایدار و سرمایه‌گذاری در بخش دام
5. اجرای الزامات، مقررات و دستورالعمل‌های بهداشتی سازمان‌های بین‌المللی مرتبط[۸]

## رئیسان سازمان دامپزشکی از ابتدا تا کنون[۹]
| ردیف | نام رئیس          | تاریخ انتصاب و برکناری     | مدت تقریبی ریاست      | سمت                                                               |
| ---- | ----------------- | -------------------------- | --------------------- | ----------------------------------------------------------------- |
| ۱    | عبدالله حامدی     | ۱۳۰۴–۱۳۰۵                  | یک سال                | کفیل مؤسسه دفع آفات حیوانی                                        |
| ۲    | مرتضی گلسرخی      | ۱۳۰۵–۱۳۰۷                  | قریب به دو سال        | کفیل مؤسسه دفع آفات حیوانی                                        |
| ۳    | لویی دلپی         | ۱۳۰۹–۱۳۱۴                  | نزدیک به پنج سال      | رئیس مؤسسه دفع آفات حیوانی                                        |
| ۴    | عبدالله حامدی     | ۱۳۱۴–۱۳۲۰                  | نزدیک به شش سال       | رئیس اداره کل دامپزشکی                                            |
| ۵    | رضا رستگار        | ۱۳۲۵–۱۳۲۲                  | نزدیک به پنج سال      | رئیس اداره کل دامپزشکی تحت نظارت عالیه حامدی و مدیرکل کل دامپزشکی |
| ۶    | محمد درویش        | ۱۳۲۶–۱۳۲۸                  | نزدیک به ۲ سال        | رئیس اداره کل امور دام                                            |
| ۷    | اسماعیل اردلان    | ۱۳۲۸–۱۳۳۶                  | نزدیک به هفت سال      | مدیر کل دامپزشکی                                                  |
| ۸    | عباس ایزدپناه     | ۱۳۳۶–۱۳۳۷                  | نزدیک به یک سال       | مدیر کل دامپزشکی                                                  |
| ۹    | مرتضی قلی ارشدی   | ۱۳۳۸–۱۳۳۹                  | نزدیک به یک سال       | مدیر کل دامپزشکی                                                  |
| ۱۰   | مرتضی کاوه        | ۱۳۳۹–۱۳۴۳                  | نزدیک به چهار سال     | مدیر کل دامپزشکی                                                  |
| ۱۱   | مرتضی قلی ارشدی   | ۱۳۴۳–۱۳۵۶                  | نزدیک به سیزده سال    | مدیر کل دامپزشکی / رئیس سازمان دامپزشکی کشور از سال ۱۳۵۰          |
| ۱۲   | منوچهر بهار صفت   | ۱۳۵۶–۱۳۵۸                  | نزدیک به دو سال       | رئیس سازمان دامپزشکی کشور                                         |
| ۱۳   | بهمن میرفندرسکی   | اوایل سال ۱۳۵۸             | مدتی کوتاه            | رئیس سازمان دامپزشکی کشور                                         |
| ۱۴   | رضا اسعدی         | تیر ۱۳۵۸ تا مهر ۱۳۵۹       | بیش از یک سال         | رئیس سازمان دامپزشکی کشور                                         |
| ۱۵   | محمد روستایی      | مهر ۱۳۵۹ تا پایان ۱۳۶۰     | نزدیک به یک و نیم سال | رئیس سازمان دامپزشکی کشور                                         |
| ۱۶   | رادی میبدی        | سال ۱۳۶۱                   | مدتی کوتاه            | سرپرست سازمان دامپزشکی کشور                                       |
| ۱۷   | علی‌اکبر محمدی     | ۱۳۶۱–۱۳۶۳                  | نزدیک به دو سال       | رئیس سازمان دامپزشکی کشور                                         |
| ۱۸   | محمدحسن روستایی   | ۱۳۶۳–۱۳۶۴                  | نزدیک به یک سال       | رئیس سازمان دامپزشکی کشور                                         |
| ۱۹   | شجاع              | ۱۳۶۴                       | مدتی کوتاه            | سرپرست سازمان دامپزشکی کشور                                       |
| ۲۰   | معصومه محمدی      | ۱۳۶۴                       | مدتی کوتاه            | سرپرست سازمان دامپزشکی کشور                                       |
| ۲۱   | علی‌اکبر طاهر      | آذر ۱۳۶۴                   | سه ماه                | رئیس سازمان دامپزشکی کشور                                         |
| ۲۲   | احمد اقتصاد       | بهمن ۱۳۶۴ تا آبان ۱۳۶۷     | بیش از دو و نیم سال   | رئیس سازمان دامپزشکی کشور                                         |
| ۲۳   | علیرضا صفاریان‌پور | مهر ۱۳۶۷ تا اسفند ۱۳۷۰     | بیش از سه سال         | رئیس سازمان دامپزشکی کشور                                         |
| ۲۴   | محمدمهدی شفیعی‌پور | اسفند ۱۳۷۰ تا شهریور ۱۳۷۲  | نزدیک به یک و نیم سال | رئیس سازمان دامپزشکی کشور                                         |
| ۲۵   | عباسعلی مطلبی     | شهریور ۱۳۷۲ تا آبان ۱۳۸۰   | نزدیک هشت سال         | رئیس سازمان دامپزشکی کشور                                         |
| ۲۶   | منصور سیاری       | آبان ۱۳۸۰ تا بهمن ۱۳۸۴     | بیش از چهار سال       | رئیس سازمان دامپزشکی کشور                                         |
| ۲۷   | حسین حسنی         | آبان ۱۳۸۴ تا بهمن ۱۳۸۵     | نزدیک به یک سال       | رئیس سازمان دامپزشکی کشور                                         |
| ۲۸   | مجتبی نوروزی      | بهمن ۱۳۸۵ تا فروردین ۱۳۸۹  | بیش از سه سال         | رئیس سازمان دامپزشکی کشور                                         |
| ۲۹   | سید محسن دستور    | اردیبهشت ۱۳۸۹ تا بهمن ۱۳۹۲ | نزدیک به چهار سال     | رئیس سازمان دامپزشکی کشور                                         |
| ۳۰   | مهدی خلج          | بهمن ۱۳۹۲ تا مهر ۱۳۹۶      | سه سال و هشت ماه      | رئیس سازمان دامپزشکی کشور                                         |
| ۳۱   | علیرضا رفیعی‌پور   | مهر ۱۳۹۶ تا اردیبهشت ۱۳۹۹  | دو سال و هشت ماه      | رئیس سازمان دامپزشکی کشور                                         |
| ۳۲   | علی‌صفر ماکنعلی    | اردیبهشت ۱۳۹۹ تا آذر ۱۴۰۰  | یک سال و هفت ماه      | رئیس سازمان دامپزشکی کشور                                         |
| ۳۳   | سید محمد آقامیری  | آذر ۱۴۰۰ تا خرداد ۱۴۰۲     | یک سال و شش ماه       | رئیس سازمان دامپزشکی کشور                                         |
| ۳۴   | وحید صالحی        | خرداد ۱۴۰۲ تا مهر ۱۴۰۲     | چهار ماه              | سرپرست سازمان دامپزشکی کشور                                       |
| ۳۵   | مجتبی نوروزی      | مهر ۱۴۰۲ تا مهر ۱۴۰۳       | یک سال                | رئیس سازمان دامپزشکی کشور                                         |
| ۳۶   | علیرضا رفیعی‌پور   | مهر ۱۴۰۳ تاکنون            |                       | رئیس سازمان دامپزشکی کشور                                         |